# Pittosporum deplanchei
Pittosporum deplanchei är en tvåhjärtbladig växtart som beskrevs av Adolphe-Théodore Brongniart och Gris. Pittosporum deplanchei ingår i släktet Pittosporum och familjen Pittosporaceae. Inga underarter finns listade.